# Mosh (catch)
Pour les articles homonymes, voir Warrington (homonymie) et Mosh (homonymie).
Charles « Chaz » Warrington, né le 28 mai 1971 à Cherry Hill (New Jersey), est un catcheur américain plus connu sous le nom de Mosh.
Il a été champion par équipe de la WWF ainsi que champion par équipe de la NWA.

## Carrière

### Retour à la World Wrestling Entertainment (2016-...)
Il fait son retour à la WWE lors de Smackdown du 30 août 2016 avec son partenaire Trasher, lors d'un match contre Heath Slater et Rhino, match qu'ils perdent.

## Palmarès
- Coastal Championship Wrestling
  - 1 fois CCW Tag Team Champion avec Thrasher

- Heartland Wrestling Association
  - 1 fois HWA Tag Team Champion avec Thrasher

- Independent Professional Wrestling Alliance
  - 1 fois IPWA Tag Team Champion avec Thrasher

- Insane Championship Wrestling
  - 1 fois ICW Streetfight Tag Team Champion avec Thrasher

- Main Event Championship Wrestling
  - 1 fois MECW Tag Team Champion avec Thrasher

- Maryland Championship Wrestling
  - 1fois MCW Heavyweight Champion
  - 1 fois MCW Tag Team Champion avec Thrasher

- Maximum Xtreme Pro Wrestling
  - 1 fois MXPW Heavyweight Champion

- National Wrestling Alliance
  - 1 fois NWA World Tag Team Champion avec Thrasher

- New England Wrestling Federation
  - 3 fois NEWF Tag Team Champion avec Thrasher

- Texas Wrestling Alliance
  - 1 fois TWA Tag Team Champion avec Thrasher

- World Wrestling Alliance
  - 1 fois  WWA Tag Team Champion avec Thrasher

- World Wrestling Entertainment
  - 1 fois WWE World Tag Team Champion avec Thrasher